# Åkers skeppslag
Åkers skeppslag var ett skeppslag i sydöstra Uppland. Det omfattade delar av nuvarande Österåker och Norrtälje kommuner, vilka båda är en del av Stockholms län.  Den totala arealen mätte drygt 371 km² och befolkningen uppgick år 1920 till 6 372 invånare. Tingsställe var Vira till 1907 då det flyttades till Haga tingshus för att 1952 flytta till Stockholm. Dessutom fanns tingsställe i Norrö/Lilla Säby till 1834 och Smedby till mitten av 1700-talet.  

## Geografi
Skeppslaget omfattar en mängd öar och skär och har en kustlängd om 30 km på ömse sidor om Furusundsleden - den nordliga farleden in till Stockholm. Det sträcker sig omkring en till halvannan mils bredd inåt landet. Terrängen är tämligen oländig och backig, särskilt i norr. Vid havet och i skärgården är terrängen låglänt klippig och i det inre inlandet skogbeklädd. Däremellan är den mera jämn och uppodlad, men sönderdelad av de talrika vattendragen. Åkers skeppslag gränsade mot Danderyds skeppslag i sydväst med Trälhavet, Grundviksfjärden och andra delar av Saltsjön belägna i sydost, mot Vallentuna och Långhundra härader i nordväst samt mot Frötuna och Länna skeppslag i nordost.
Skeppslaget hade inga köpingar eller municipalsamhällen, men den största tätorten är idag Åkersberga, belägen 32 km nordost om Stockholm, som också är centralort i Österåkers kommun. 

### Socknar
Åkers skeppslag omfattade fyra socknar.
I Österåkers kommun
- Roslags-Kulla
- Ljusterö
- Österåker

I Norrtälje kommun
- Riala

Ursprungligen hörde den södra delen av skeppslagets ostligaste socken Ljusterö till Värmdö skeppslag. 1869 kom dock denna del att brytas ur och istället föras till Åker som då fick fyra socknar.

## Historia
Åkers tingslag var en del av det medeltida uppländska folklandet Roden (jmfr Roslagen), vilket bl.a. innebär att det fick rusta fartyg till kungens ledung. I vissa sammanhang där namndelen -åker förekommer kan ordet tyda på en helig plats ägnad åt någon särskild gud. Där ordet däremot lyfts ut och satts för sig själv såsom i Åkers skeppslag tros namnet komma av platsen där skeppslagets tingsplats var beläget, och alltså syfta på själv tingsåkern, där ordet får betydelsen betesmark eller öppet område snarare än odlad markplätt. Österåkers kyrka uppfördes ursprungligen i slutet på 1100-talet, men vilar troligtvis på grunderna från en äldre träkyrka. Platsen låg vid tidpunkten närmare havet och den så kallade Långhundraleden, det vill säga vattenleden som under forntiden förband Uppsala med Östersjön och som sträckte sig tvärs igenom hela Uppland, mynnade i havet vid Garnsviken. Leden finns ännu kvar, om än endast navigerbar med kanot. 
Längre söderut, vid ledens nuvarande mynning i Trälhavet, är bygdens nya centrum Åkersberga (tidigare Åkers-Berga) beläget. Platsen kom att expandera kraftigt i samband med att Roslagsbanan fick en hållplats här. På en udde på andra sidan Biskopsfjärden är ruinerna efter den gamla biskopsborgen Tuna belägen. Borgen användes för att samla in skatt från hela södra Roslagen, och i dess centrum fanns en flera våningar hög kastal med grunder från 1200-talet. På grund av biskoparnas lojalitet med danskarna kom borgen flera gånger under 1500-talet att bli plats för våldsamma strider. Längre norrut ut i skeppslaget är Östanå slott med Wira bruk beläget. Slottet uppfördes under stormaktstiden och bruket hade ensamrätt på tillverkningen av värjor och andra stickvapen för det växande riket. En annan sevärdhet i skeppslaget är Ytterby gruva på Resarö där totalt sju nya grundämnen upptäcktes under 1800-talet.

## Län, fögderier, domsagor, tingslag och tingsrätter
Häradet har sedan 1715 hört till Stockholms län, innan dess Upplands län (1634-1639, 1648-1651, 1654-1714) och i perioderna däremellan till Stockholms län. 
Häradets socknar hörde till följande fögderier:
- 1720-1881 Åkers, Frötuna och Länna, Värmdö fögderi
- 1882-1885 Danderyds, Åkers, Värmdö fögderi
- 1886-1917 Vaxholms fögderi
- 1918-1966 Värmdö fögderi men Åkers fögderi mellan 1 juli 1946 och 1948. Endast till 1951 för Riala socken
- 1967-1990 Danderyds fögderi
- 1952-1966 Mellersta Roslags fögderi för Riala socken
- 1967-1990 Norrtälje fögderi för Riala socken

Häradets socknar tillhörde följande domsagor, tingslag och tingsrätter:
- 1680-1906 Åkers skeppslags tingslag i 
  - 1680 Sjuhundra, Lyhundra, Frötuna, Länna, Långhundra, Seminghundra, Vallentuna och Åkers häraders/skeppslag domsaga
  - 1681-1689 Med Sjuhundra, Lyhundra, Frötuna, Länna, Långhundra, Värmdö och Åkers häraders/skeppslags domsaga
  - 1689-1714 Danderyds, Värmdö, Sollentuna, Ärlinghundra, Bro, Håbo och Åkers häraders/skeppslags domsaga
  - 1715-1718 Danderyds, Långhundra, Seminghundra, Vallentuna, Ärlinghundra, Åkers, Värmdö och Sollentuna häraders/skeppslags domsaga
  - 1719-1770 Danderyds, Långhundra, Seminghundra, Vallentuna, Ärlinghundra, Åkers, Värmdö, Sollentuna och Färentuna häraders/skeppslags domsaga
  - 1771-1843 Danderyds, Värmdö, Sollentuna, Vallentuna och Åkers häraders/skeppslags domsaga
  - 1844-1906 Danderyds, Värmdö, Sollentuna, Färentuna och Åkers häraders domsaga, från 1870 benämnt Södra Roslags domsaga
- 1907-1970 Södra Roslags domsagas tingslag i Södra Roslags domsaga, dock ej för Riala socken från 1952 och ej för Roslags Kulla socken mellan 1952 och 1966

- 1971-2007 Södra Roslags tingsrätt och dess domsaga, För Österåkers kommun
- 2007- Attunda tingsrätt och dess domsaga för Österåkers kommun
- 1971- Norrtälje tingsrätt och dess domsaga för Norrtälje kommun

### Webbkällor
- Nationella arkivdatabasen för uppgifter om fögderier, domsagor, tingslag och tingsrätter